# Helicopsyche vongsombathi
Helicopsyche vongsombathi is een schietmot uit de
familie Helicopsychidae. De soort komt voor in het Oriëntaals gebied.